# اسماعیل بوررو
اسماعیل بورِرو مولینا (انگلیسی: Ismael Borrero؛ زادهٔ ۶ ژانویه ۱۹۹۲) یک کشتی‌گیر اهل کوبا در دسته‌های سبک‌وزن کشتی فرنگی است. او برندهٔ مدال طلای المپیک ۲۰۱۶ ریو در دستهٔ ۵۹ کیلوگرم، قهرمان دو دورهٔ مسابقات قهرمانی کشتی جهان در سال‌های ۲۰۱۵ و ۲۰۱۹، و نیز برندهٔ مدال طلای بازی‌های پان امریکن ۲۰۱۹ است.
بوررو مولینا همچنین برندهٔ مدال طلای بازی‌های آمریکای مرکزی و کارائیب در سال ۲۰۱۴ و قهرمان شش دورهٔ مسابقات قهرمانی پان امریکن است. او سابقه حضور در المپیک ۲۰۲۰ توکیو را نیز دارد که در این مسابقات به مدال دست نیافت.

## المپیک ۲۰۱۶ ریو

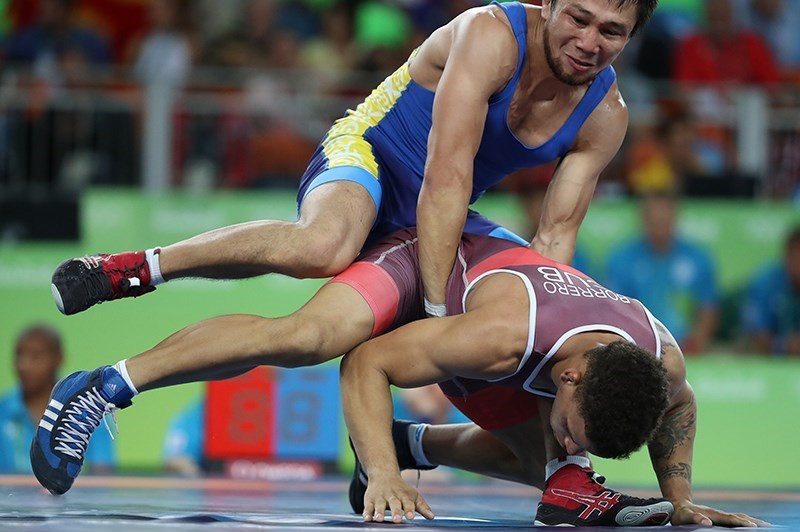
مسابقات کشتی فرنگی المپیک ۲۰۱۶ ریو

بورِرو در سال ۲۰۱۶ میلادی در المپیک ریو در وزن ۵۹ کیلو حاضر بود که آرسن ارالیف از قرقیزستان، وانگ لومین از چین و المورات تاسمورادوف از ازبکستان را شکست داد و به مرحله فینال رسید. در مرحله نهایی توانست با غلبه بر شینوبو اوتا ژاپنی، مدال طلا را به دست آورد.

## مسابقات قهرمانی کشتی جهان ۲۰۱۹
بورِرو در وزن ۶۷ کیلوگرم کشتی فرنگی مسابقات قهرمانی کشتی جهان ۲۰۱۹ نورسلطان حاضر بود که حامد تاب از ایران، میهای میهات از رومانی، فرانک اشتبلر از آلمان و محمد ابراهیم السید از مصر را شکست داد و به فینال رسید. وی در فینال آرتم سورکوف از روسیه را شکست داد و مدال طلا وزن ۶۷ کیلوگرم را بدست آورد.